# Смертельный инстинкт
«Смертельный инстинкт» (англ. Fatal Instinct) — американский художественный фильм 1993 года, поставленный режиссёром Карлом Райнером, пародия на боевики и триллеры Голливуда.

## Сюжет
Фильм рассказывает о полицейском-адвокате, против которого ополчились все: жена с любовником, решившие убить его и получить страховку, и вышедший на свободу киллер, который хочет отомстить адвокату, не сумевшему его защитить. Однако герой сумеет выпутаться из этой ситуации с помощью своей очаровательной помощницы.

## В ролях
- Арманд Ассанте — Нед Рэвин
- Шерилин Фенн — Лаура Линкольнберри
- Шон Янг — Лола Кейн
- Кейт Неллиган — Лана Рэвин
- Кристофер Макдональд — Фрэнк Келбо
- Джеймс Ремар — Макс Шеди
- Тони Рэндалл — судья Скэнки
- Кларенс Клемонс — Кларенс (саксофонист)
- Майкл Кампсти — муж Лауры
- Джон Уизерспун — Арч
- Блейк Кларк — Майло Крамли
- Карл Райнер — судья Бен Аругулья
- Эрта Китт — судья на первом суде

## Даты премьер
Даты приведены в соответствии с данными IMDb.
- США — 29 октября 1993 года
- Австралия — 20 января 1994 года
- Польша — 21 января 1994 года
- Германия — 5 мая 1994 года (премьера на видео)
- Испания — 10 июня 1994 года
- Венгрия — 25 августа 1994 года